# Janówka (powiat zamojski)
Janówka – wieś w Polsce położona w województwie lubelskim, w powiecie zamojskim, w gminie Sitno.
W latach 1975–1998 miejscowość należała administracyjnie do województwa zamojskiego.
Wieś jest sołectwem w gminie Sitno. Według Narodowego Spisu Powszechnego z roku 2011 wieś liczyła 146 mieszkańców. 
We wsi znajduje się pomnik upamiętniający 5 mieszkańców Janówki zamordowanych 19 maja 1942 roku przez hitlerowców.
Wierni Kościoła rzymskokatolickiego należą do parafii Podwyższenia Krzyża Świętego w Horyszowie Polskim.